# Avenue du Peuple-Belge
L'avenue du Peuple-Belge est un espace public urbain de la commune de Lille dans le département français du Nord.

## Situation et accès
L'avenue du Peuple-Belge est connue par les Lillois comme étant une zone de prostitution de rue.

## Origine du nom
Elle fut nommée ainsi après la première guerre mondiale en hommage à la résistance de la Belgique lors de l'invasion allemande de 1914. La municipalité socialiste d'après guerre ne pouvant se résoudre à  honorer un souverain (en l'occurrence le Roi des Belges Albert 1er) préféra célébrer le courage du Peuple belge dans son ensemble. Cela fut facilité par les faits de résistance menés par plusieurs Belges sur le territoire de Lille et du Nord de la France.

## Historique
Cette avenue du quartier du Vieux-Lille est réalisée de 1929 à 1965 sur l'ancien bassin de la Basse Deûle. Cet ancien canal fait l'objet de projets de remise en eau.

### La Basse Deûle
Jusqu’à l’ouverture en 1750 du canal de la Moyenne Deûle, les marchandises à destination ou en provenance de la Haute Deûle (quai du Wault) étaient déchargées ou embarquées sur le rivage puis sur les quais de la Basse Deûle. Avant cette date les canaux reliant ces deux parties de la Deûle étaient coupés par des moulins, notamment le moulin Saint-Pierre dont il reste un vestige à côté de l’hospice Comtesse. Les marchandises étaient donc transportées à travers la ville en chariots ,.
Le premier aménagement de la Basse Deûle date de 1245 à l’initiative de la Comtesse Jeanne de Flandre. C'était le principal port de Lille au Moyen Âge .
Jusqu'en 1300, la Basse Deûle était située au bord de l'enceinte de la ville près de la collégiale Saint-Pierre.
La ville avait sa police des eaux. Les échevins en faisaient la visite des berges et infligeaient des amendes  aux riverains coupables d’empiètement et de dégradations.
Après la construction du château de Courtrai en 1300 consécutif de la conquête de la ville par Philippe le Bel, la Basse Deûle coulait entre cette forteresse et la collégiale.
Des fouilles archéologiques ont montré que le rivage était densément construit place Louise-de-Bettignies et aux alentours .
Le château de Courtrai fut démoli en 1577 à la demande du Magistrat de la Ville (équivalent du conseil municipal) avec l’autorisation du souverain le Prince d’Orange. Cette suppression permit l’extension de l’enceinte en 1617 au nord-ouest sur les plans de Pierre Camp, ingénieur des archiducs, avec construction des portes de Saint-Maurice (aujourd'hui de Roubaix) et de La Madeleine (aujourd'hui de Gand). Ce quartier correspond actuellement aux rues Saint-Jacques, des Tours, des Bonnes Rappes, à Claques, de Courtrai, et rues secondaires dans ce périmètre.

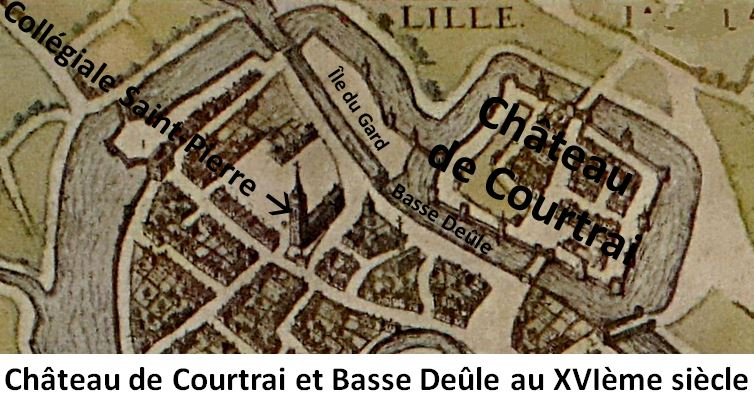
Basse Deûle et château de Courtrai vers 1550.
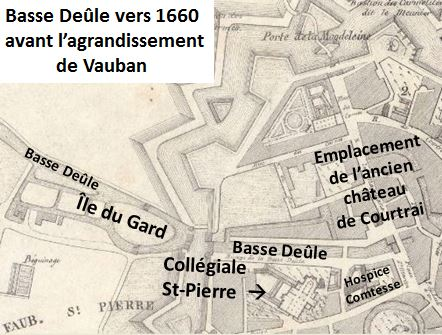
Basse Deûle en 1667 après l'extension de l'époque espagnole avant l'agrandissement de Vauban.

À partir de 1670, les fortifications réalisées par Vauban étendirent la ville au nord englobant la paroisse Saint-André.
Le cours de la Basse Deûle qui se divisait en 2 bras autour de l'île du Gard fut régularisé en supprimant cet îlot ce qui éloigne le quai du cloître et de la collégiale.
Des quais maçonnés furent aménagés et les terrains en bordure vendus en 1688 à des particuliers rive droite (les plus anciennes maisons datent de cette époque), au chapitre de Saint-Pierre rive gauche. Les terrains des nouveaux quartiers surplombant la basse Deûle furent surélevés jusqu'à 8 mètres au niveau du Pont-Neuf construit en 1701.
Une grue fut installée sur le quai.
La Basse Deûle traversait le rempart par une porte d'eau, protégée par des bastions qui fonctionnait comme une barbacane à eau et rejoignait la Lys (actuellement canal à grand gabarit) par une zone marécageuse. Cette partie de la Basse Deûle au nord de l'avenue Winston-Churchill est encore en eau en 2017.
La construction du canal de la Moyenne Deûle en 1750 établit la continuité de la navigation entre la basse et la haute Deûle. À son ouverture, les bateliers ne voulurent pas l'utiliser. Une émeute se produisit en 1752 mais le Conseil décida que les 3 corporations de Basse, Haute Deûle et d'Aire seraient réunies.

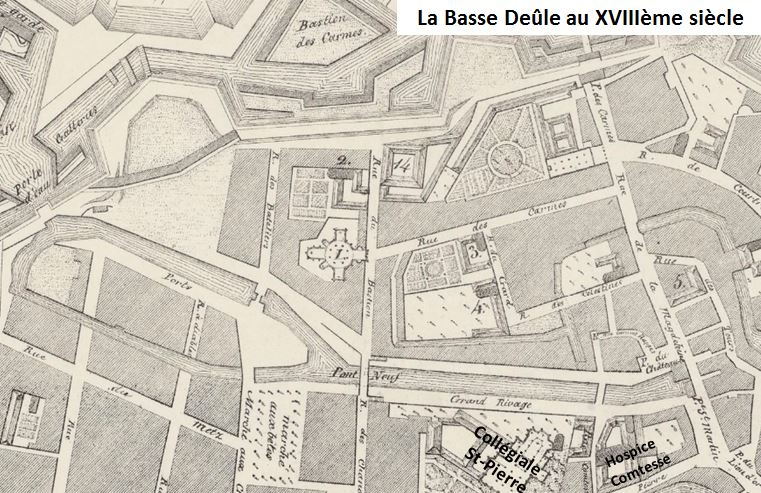
la basse Deûle au XVIIIe siècle
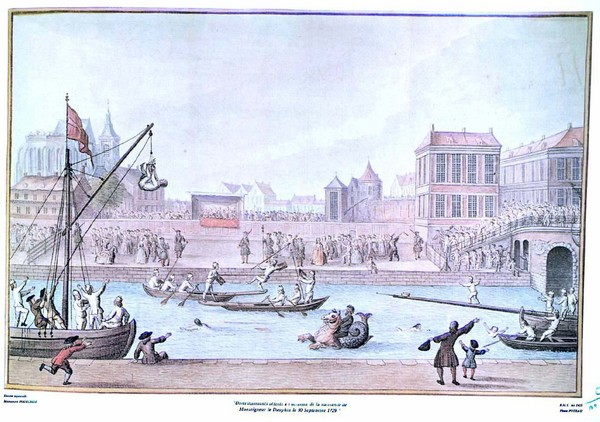
Divertissements offerts à l'occasion de la naissance de Monseigneur le Dauphin, le 30 septembre 1729. Au second plan à gauche : la collégiale Saint-Pierre.

La Basse Deûle, principal port de Lille, connaît son apogée au cours de la première moitié du XIXe siècle.

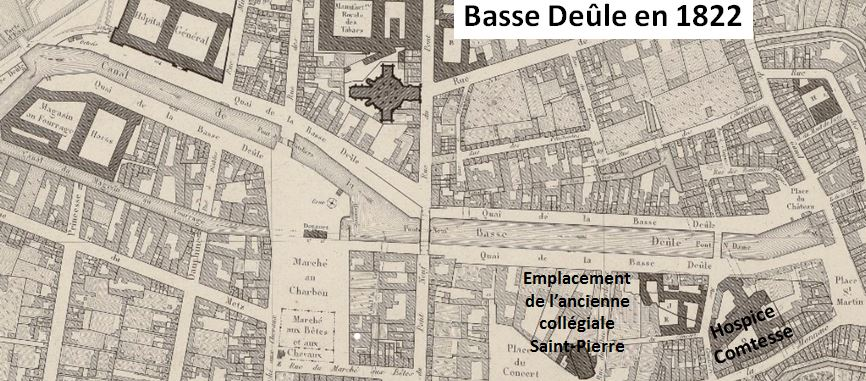
la Basse Deûle en 1822 après démolition de la collégiale Saint-Pierre en 1794 et avant construction du Palais de Justice et de la Halle aux sucres en 1835.
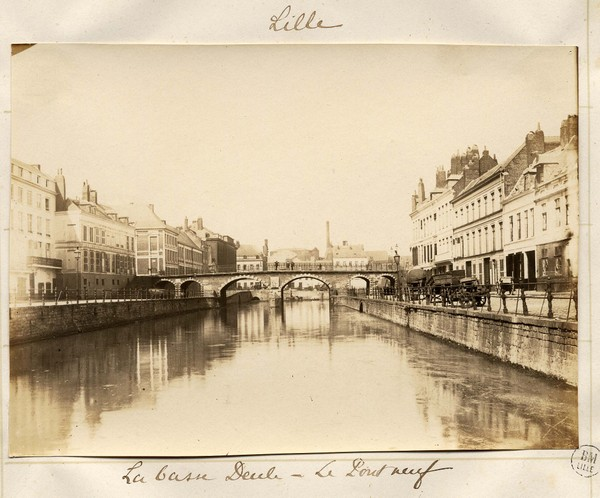
La basse Deûle à la fin du XIXe siècle.

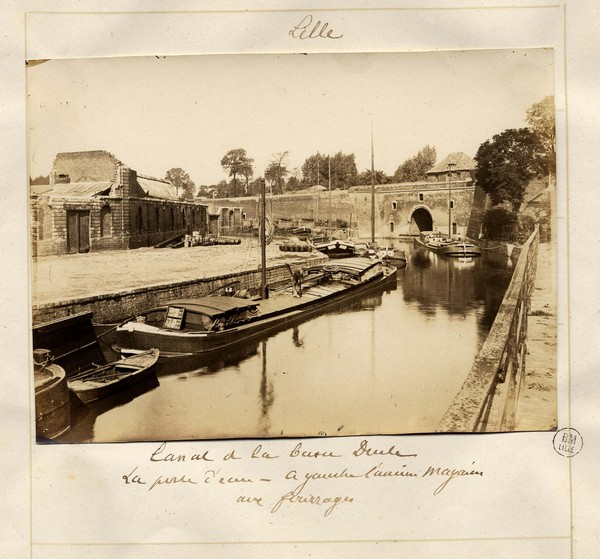
Porte d'eau
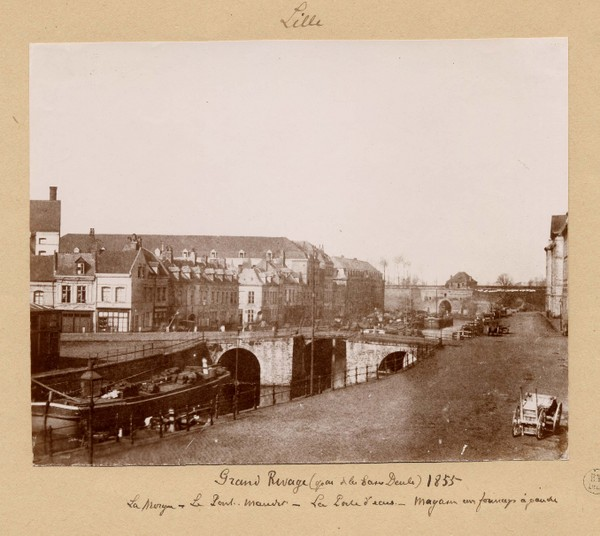
Grand rivage 1853
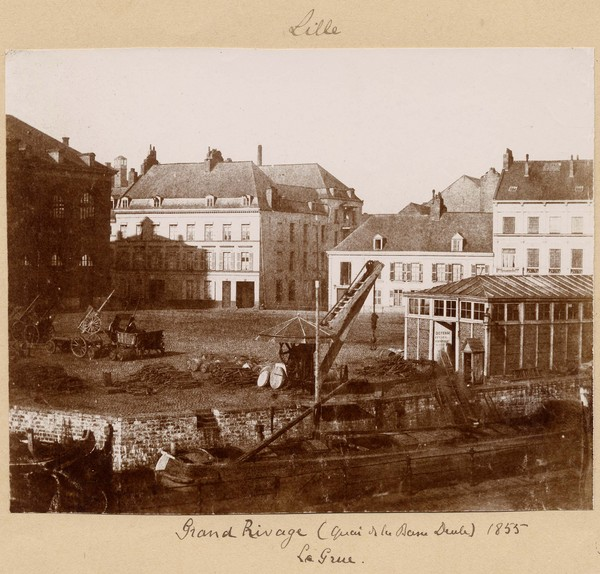
La grue de la basse Deûle

Le port de la Basse Deûle perd son intérêt économique après 1870 à partir de l’aménagement des bassins Vauban et de la voie ferrée de rocade reliant ce port à la gare Saint-Sauveur.
Le comblement de la Basse Deûle envisagé dès les années 1880 a été décidé en 1929 et n'a été réalisé que très lentement.
L'assèchement complet n'a été réalisé qu'en 1953 devant l'Hospice général de Lille et les derniers terrassements n'ont été terminés qu’en 1965.

### De nos jours
L'avenue relie la place Louise de Bettignies à l'avenue Winston Churchill qui la prolonge au-delà des derniers vestiges du canal de la Basse-Deûle.
Cette large voie comprend un terre-plein central correspondant à l'ancienne voie d'eau, bordé de voies de circulation latérales. Le Pont-Neuf, seul pont de Lille épargné par les destructions militaires des Allemands lors de leur retraite de 1918, a été remanié pour aménager une liaison routière en rampe à partir de l'avenue s'ajoutant aux passages latéraux sous la rue du Pont-Neuf qui emprunte ce pont.

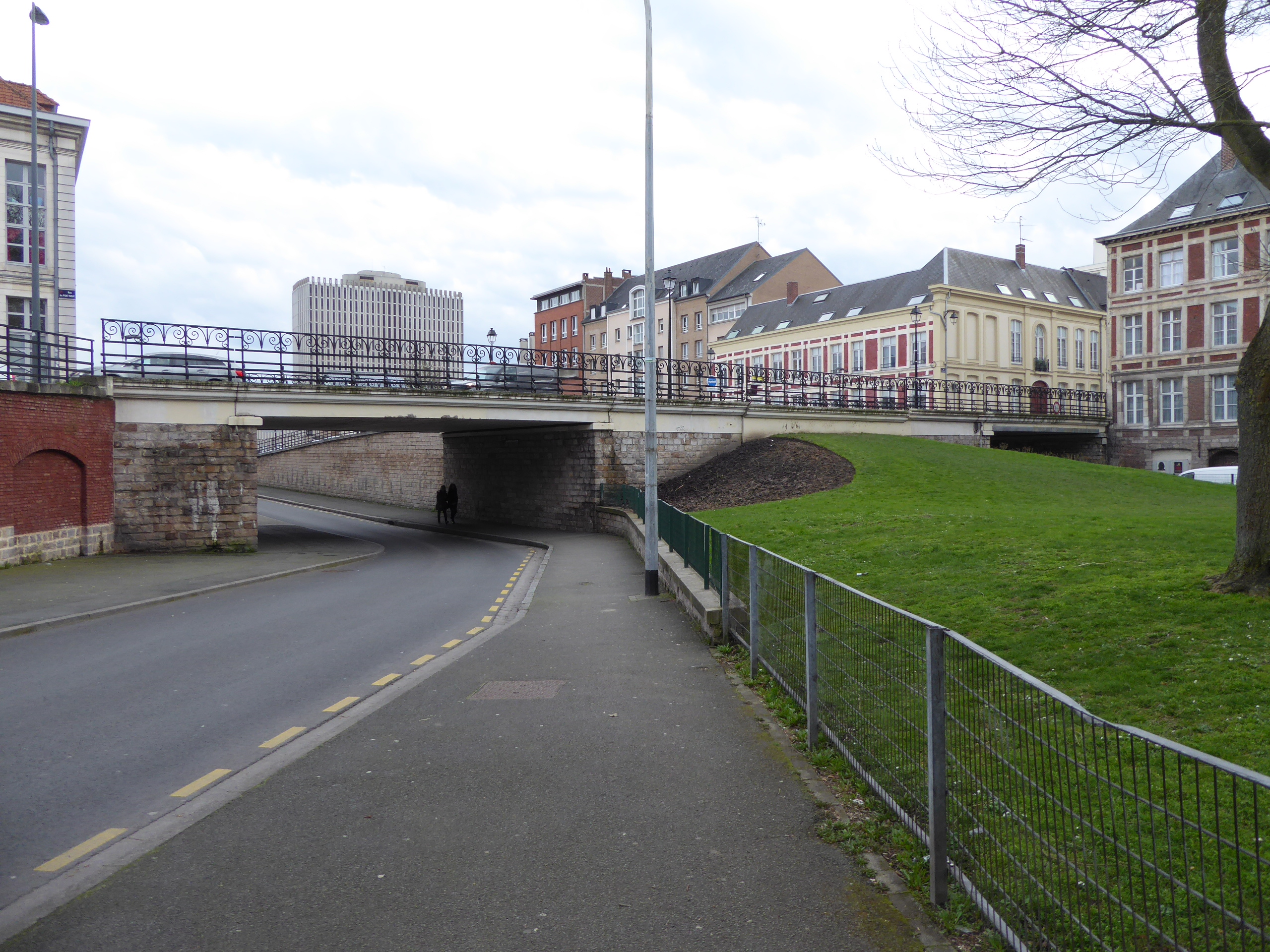
L'avenue du Peuple-Belge en dessous de la rue du Pont-Neuf.
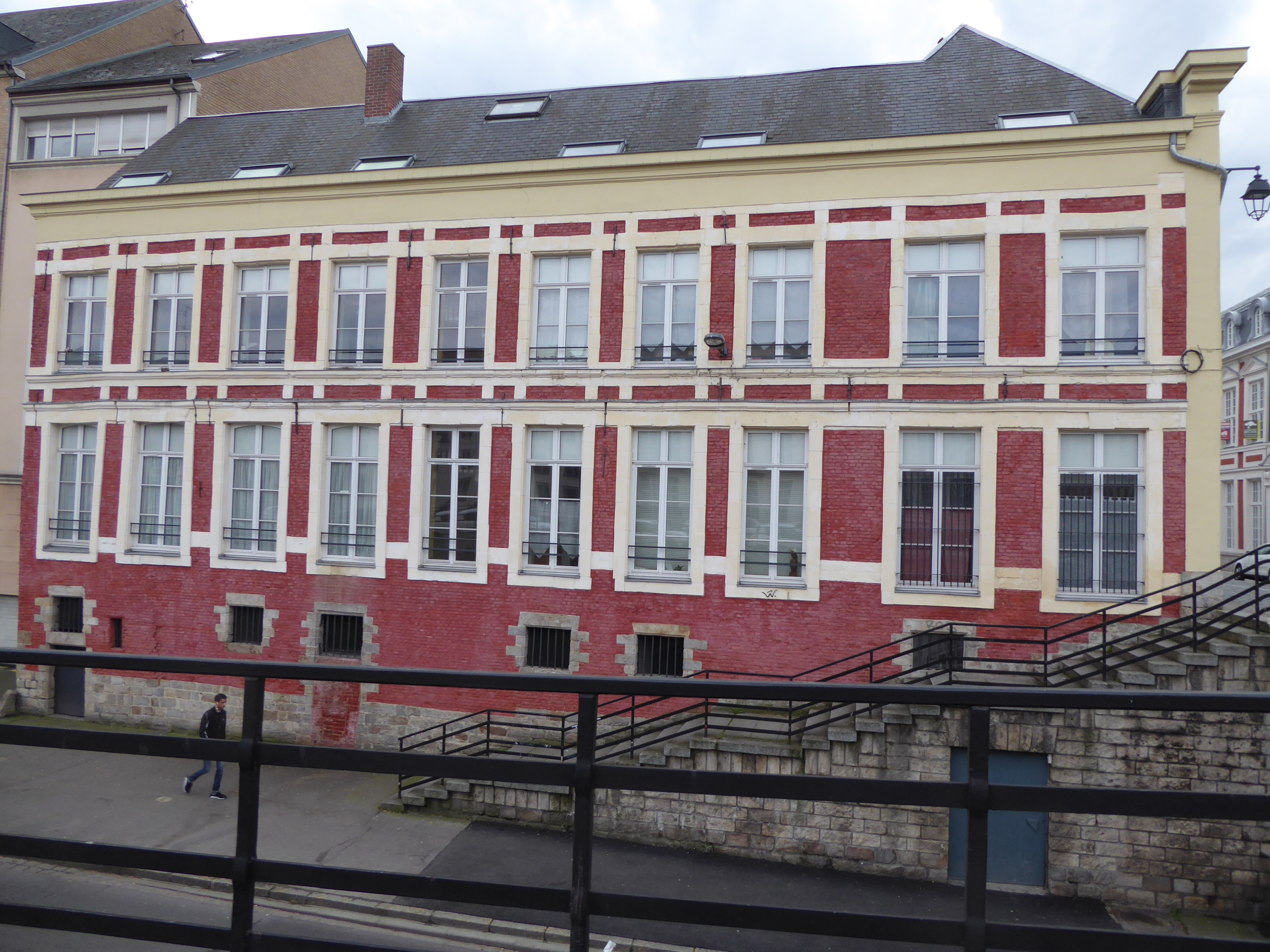
Immeuble à proximité de la rue du Pont-Neuf.
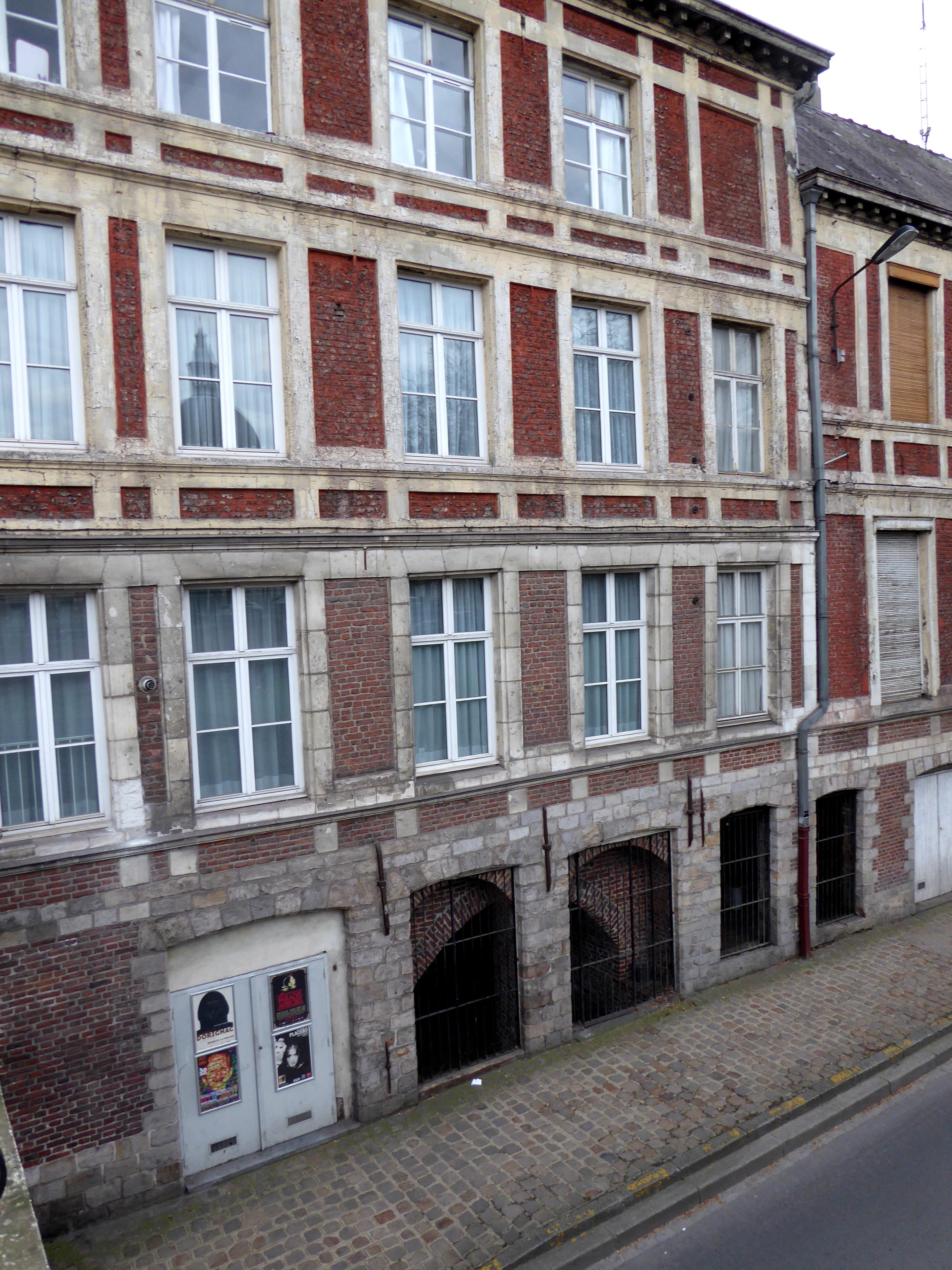
Immeuble à proximité de la rue du Pont-Neuf.

Le petit square Grimomprez est aménagé sur la place au sud de ce pont bordée par l'ancienne halle aux sucres. La rue Maracci dans l'axe correspond au tracé de l'ancien canal du "Magasin aux fourrages" ou canal des "Araignées" couvert en 1902 . Ce canal était un ancien bras de la Basse Deûle. L'avenue du Peuple-Belge qui correspond à l'ancien port de la Basse Deûle forme un coude et longe l'Hospice général à droite et de belles maisons anciennes à gauche.

### Les projets
Des projets de remise en eau de la Basse Deûle ont été envisagés,.
Selon la mairie, la remise en eau des canaux n'est envisagée que pour le mandat prochain, c'est-à-dire après 2020.
Les habitants de Lille, Lomme et Hellemmes ont été consultés du 2 mai au 6 juin 2022 sur l'avenir de l'avenue, le choix étant proposé entre 4 scénarios.
- Le parc
- Le parc et son miroir d'eau
- La remise en eau partielle
- Le remise en eau

D'après les résultats de la consultation, c'est le scénario 1 / Le parc qui est arrivé en tête. 27% des 14596 votants ont fait ce choix.

## Bâtiments remarquables et lieux de mémoire

### Édifices
L'avenue du Peuple-Belge comporte plusieurs édifices remarquables.
Parmi les plus anciens se trouve la maison de Gilles de la Boë. Le bâtiment est de style maniériste. Au croisement de deux routes, la maison se situe aux nos 1 et 3 avenue du Peuple-Belge et au nos 27 et 29 place Louise-de-Bettignies. La maison entière est classée au titre des monuments historiques depuis 1993.
En s'éloignant de la place Louise-de-Bettignies s'élève le palais de justice de Lille. Le bâtiment de style moderne date des années 1960. Celui-ci prit la place d'un palais comtal, appelé la Salle.
Après la rue du Pont-Neuf se situe l'hospice général de Lille. Construit en 1738, le bâtiment de style classique accueille depuis 1996, l'institut d'administration des entreprises de Lille. La toiture, les façades intérieures et extérieures, le grand escalier et la chapelle sont inscrits au titre des monuments historiques depuis 1948.

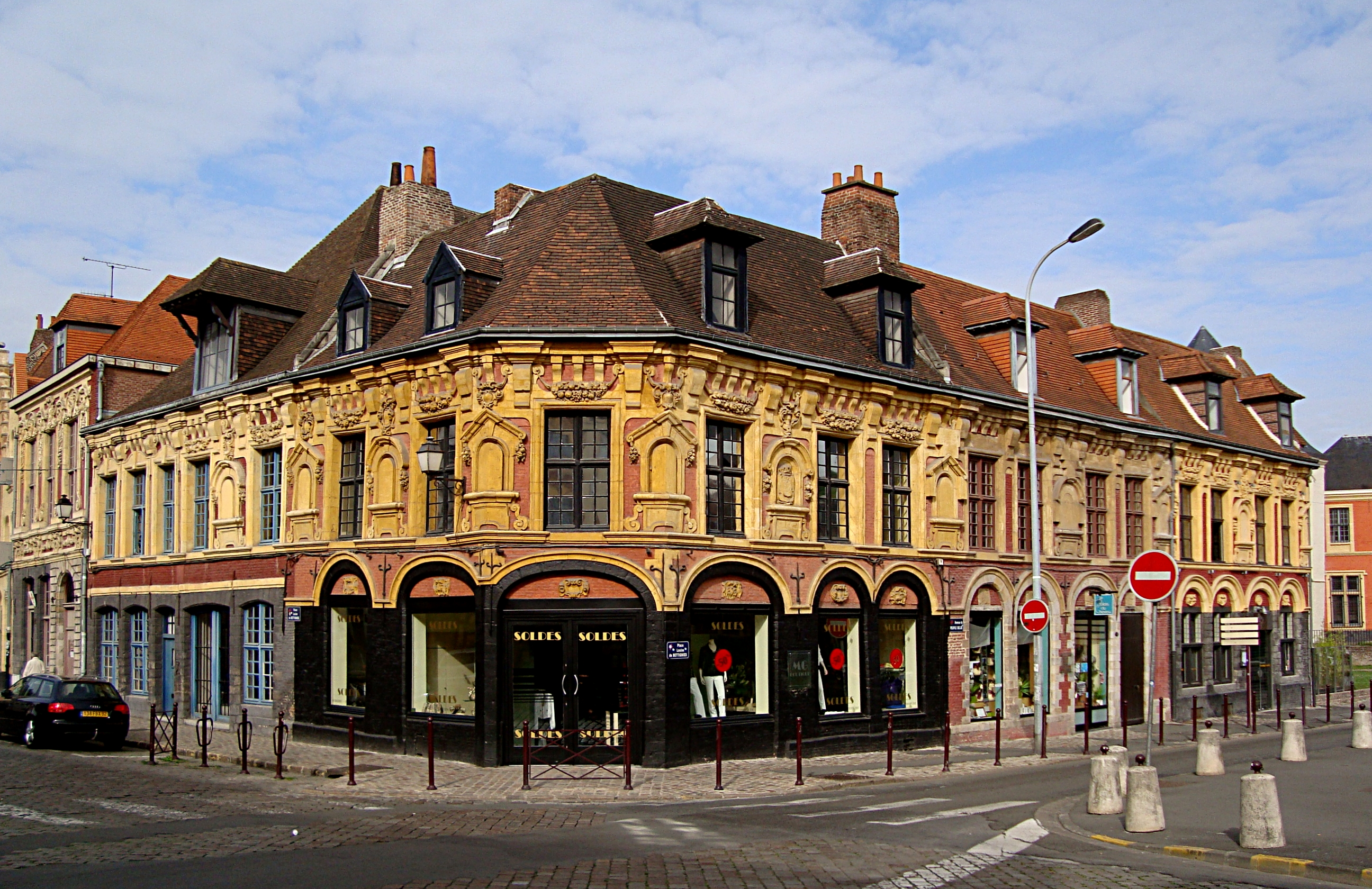
Maison de Gilles de la Boë.
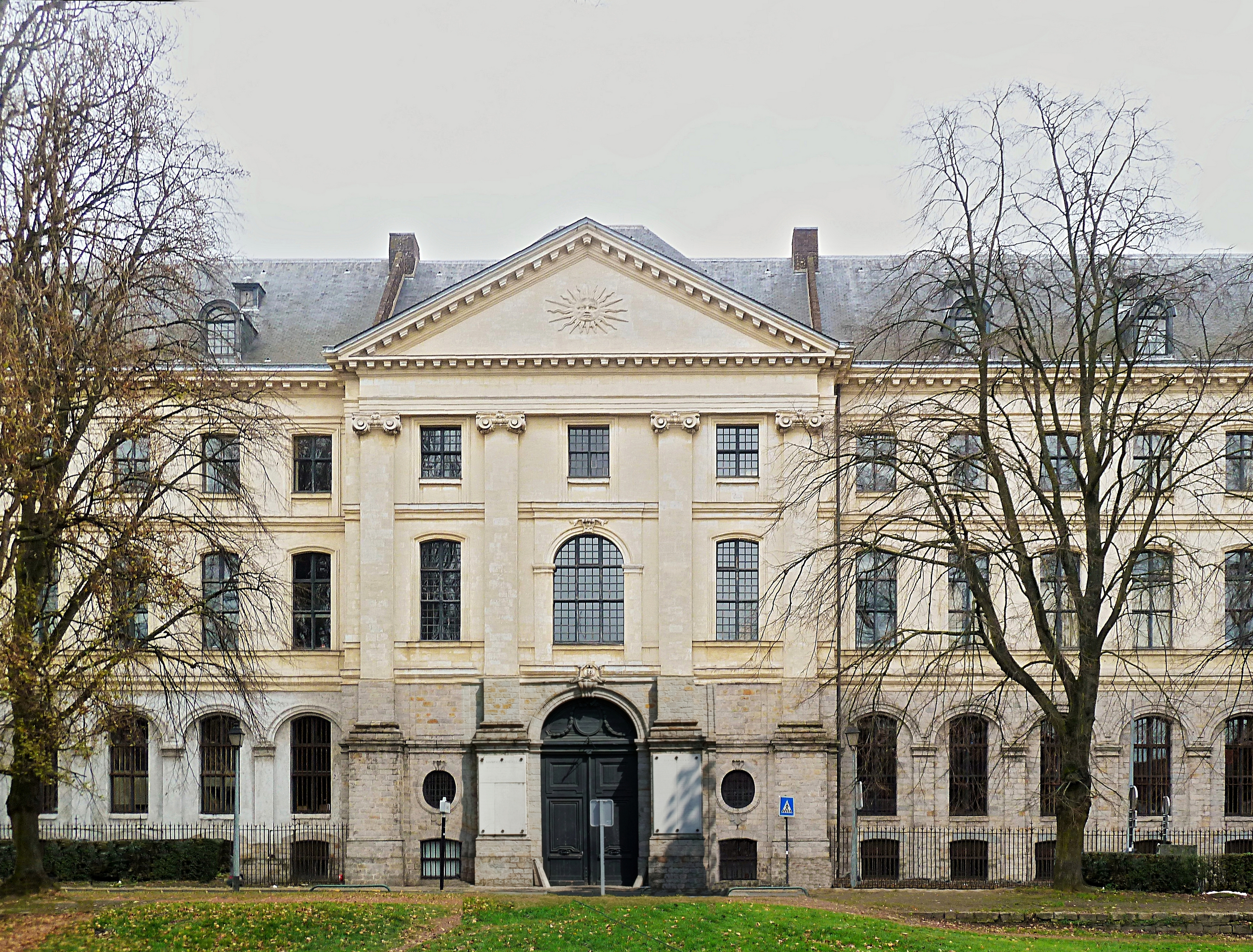
Hospice général.

### Maison et immeubles
Trois lots d'immeubles font partie des monuments historiques de Lille. La maison au no 23 a sa façade et ses toitures sur rue et sur cour, y compris les boiseries des pièces intérieures du rez-de-chaussée inscrit aux monuments historiques depuis le 3 décembre 1987. La maison fait partie du Rang du plat d'eau. Les maisons aux nos 41, 43 et 45 et au no 48 ont leur façade et leur toiture inscrit aux monuments historiques depuis, respectivement le 13 mars 1944 et le 30 juin 1987.

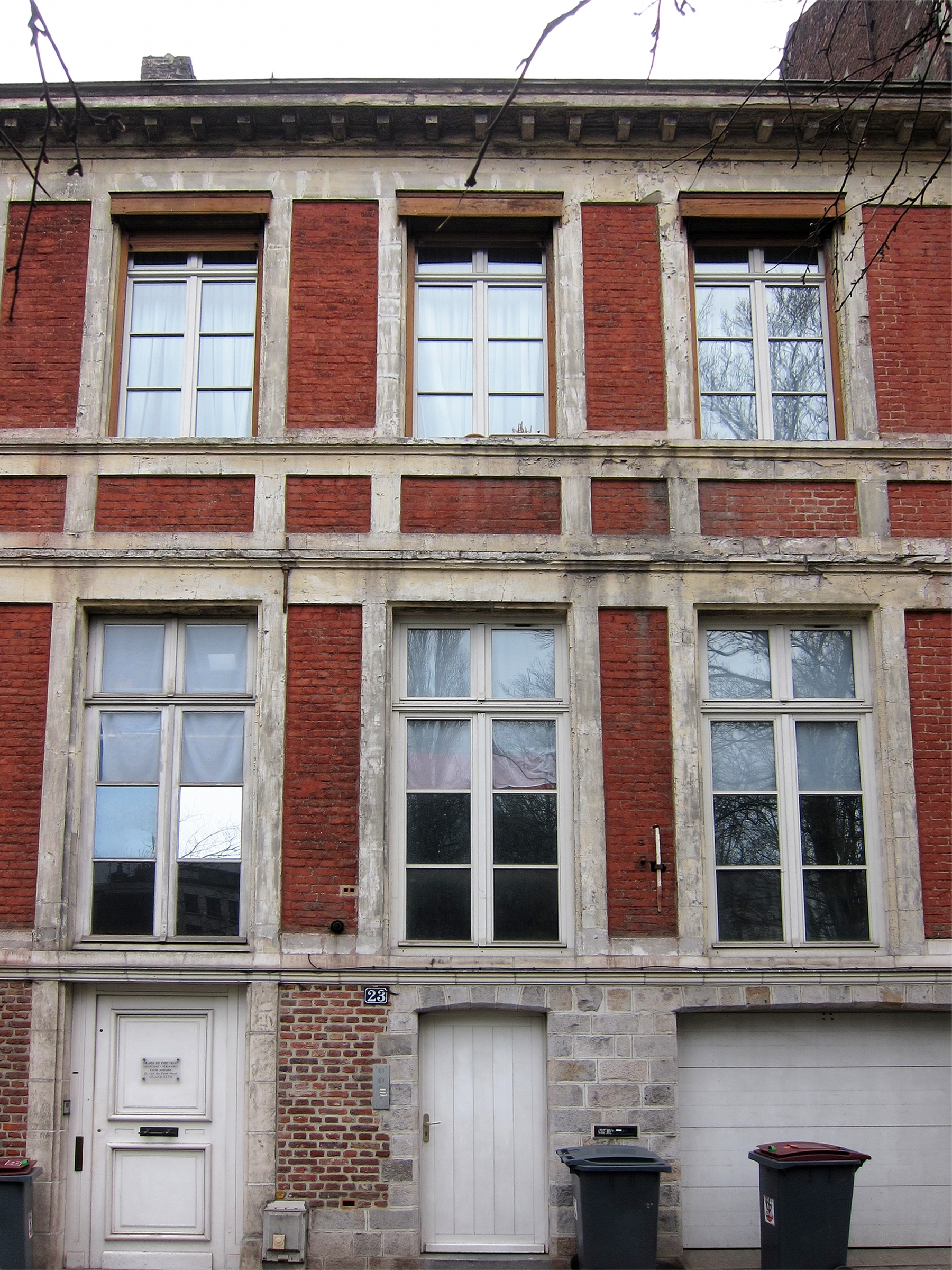
Maison au no 23.
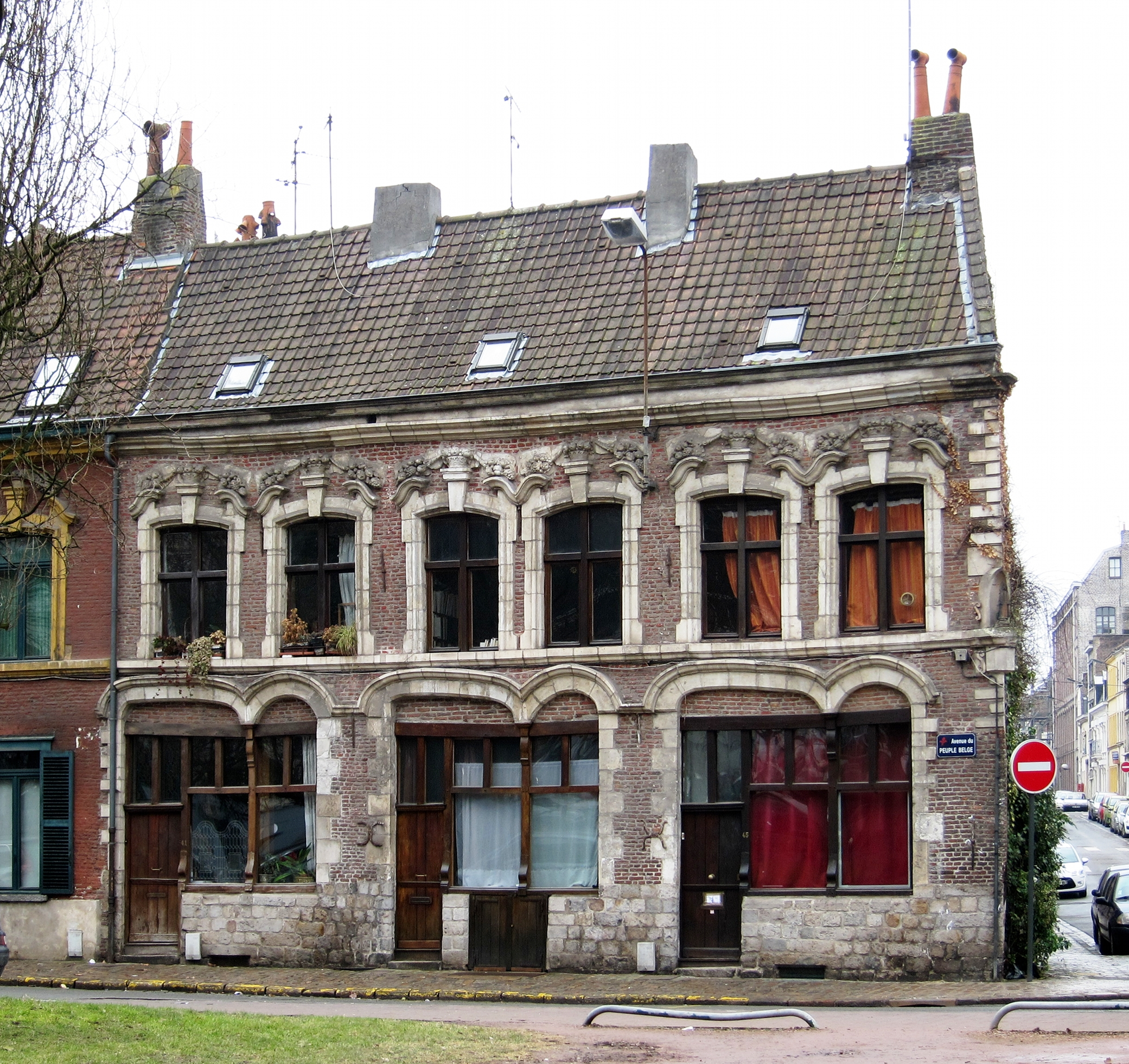
Maisons aux nos 41, 43 et 45.
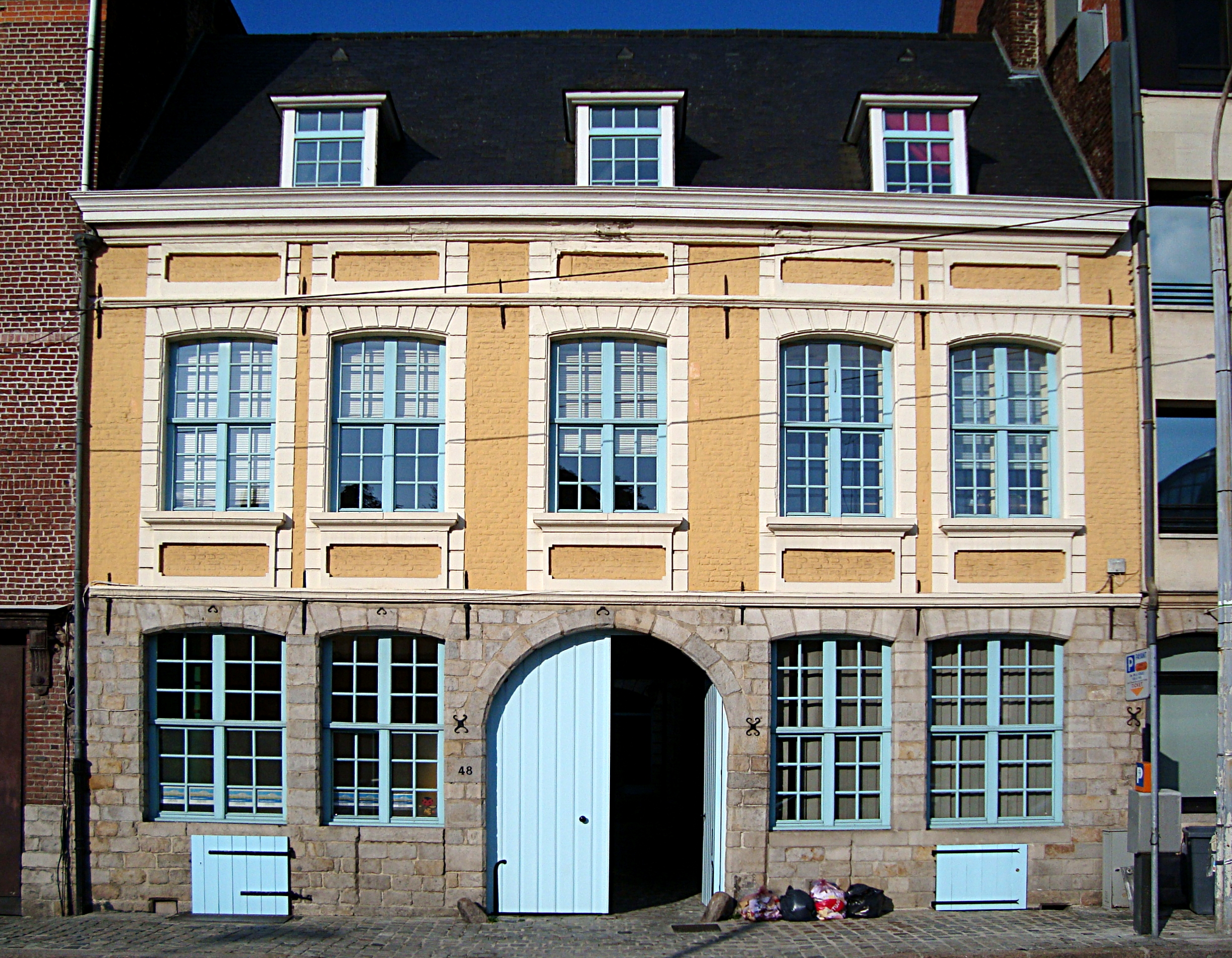
Maison au no 48.